# Ema Klinec
Ema Klinec (Kranj, 2 de julho de 1998) é uma saltadora de esqui eslovena.

## Realizações

### Continentalcup
| Temporada | Platz | Punkte |
| --------- | ----- | ------ |
| 2010/11   | 36    | 106    |